# Gustav von Escherich
Gustav von Escherich (Mantova, 1º giugno 1849 – Vienna, 28 gennaio 1935) è stato un matematico austriaco.

## Biografia
Ha studiato matematica e fisica presso l'Università di Vienna. Dal 1876 al 1879 è stato professore presso l'Università di Graz. Nel 1882 fu al Politecnico di Graz e nel 1884  venne nominato per l'Università di Vienna, dove è stato anche rettore dell'università dal 1903 al 1904.
Con Emil Weyr ha fondato il giornale "Monatshefte für Mathematik und Physik| e con Ludwig Boltzmann e Emil Müller ha fondato la "Österreichischen Mathematischen Gesellschaft" ("Società austriaca di Matematica").
Era sposato con Katharina von Escherich, compositrice austriaca.

## Suoi studenti
- Wilhelm Wirtinger
- Alfred Tauber
- Josip Plemelj
- Hans Hahn
- Heinrich Tietze
- Johann Radon
- Leopold Vietoris